# Corvina
Corvina er en forening for gymnasieelever i Einsiedeln i Schweiz.

## Historie
Gymnasialforeningen (GV – Gymnasialverbindung) Corvina er en studenterforening i Einsiedeln, som grundedes 1848 som en af de første studentforeninger i Den Schweiziske Studentforening (StV – Schweizerischer Studentenverein), som er en sammenslutning af omkring 50 foreninger.

## Medlemskab
Man kan være medlem, om man går på gymnasiet i Einsiedeln og er i "lyceum" (dvs. fjerde til sjette klassen). I begyndelsen kunne kun katolske mænd optages, men i dag kan alle, dvs. både mænd og kvinder og af alle kristne religionerne, være med.

## Huen og bandet
Studenterhuerne er røde (som alle foreninger i StVen har), bandet er for nye medlemmer (Fuxen) rødt og hvidt, for ældre (Burschen) rødt-hvidt-grønt.